# Kaci Sedkaoui
Pour les articles homonymes, voir Kaci.
Kaci Sedkaoui est un footballeur algérien né le 4 juillet 1986 à Draâ Ben Khedda dans la wilaya de Tizi Ouzou. Il évoluait au poste de milieu de terrain.

## Biographie
Kaci Sedkaoui commence sa carrière au RC Kouba. Il rejoint en 2007 le club du NA Hussein Dey.
En 2011, il est transféré à la JS Kabylie. Il dispute 23 matchs en championnat avec la JSK lors de sa première saison, puis 21 matchs en championnat la saison suivante. Lors de la saison 2013-2014, il inscrit un but en championnat contre le club de la JS Saoura.

## Palmarès
- Vice-champion d'Algérie en 2014 avec la JS Kabylie.
- Finaliste de la coupe d'Algérie en 2014 avec la JS Kabylie.
- Accession en Ligue 1 en 2011 avec le NA Hussein Dey.